# Majoidea
Majoidea ist eine Überfamilie der Krabben. Zu ihr gehört mit der Japanischen Riesenkrabbe auch die größte aller Krabben.

## Merkmale
Majoidea haben sehr dünne Schreitbeine und können sich mit Objekten selbst tarnen, weshalb sie im Englischen auch als spider crabs („Spinnenkrabben“) oder decorator crabs („Dekorateur-Krabben“) bezeichnet werden. Allerdings trifft das nicht für alle Arten dieser großen Überfamilie zu. Der Körper ist bei den meisten Arten birnenförmig, nach vorn in ein Rostrum (lat. für „Schnabel“ oder „Rüssel“) zulaufend, das oft zweigespalten ist. Manche Arten haben einen mit Dornen besetzten Carapax, auch die Augenstiele sind meist durch Dornen geschützt. Die Scherenbeine sind relativ zart und nur wenig stärker als die Schreitbeine.
Einzigartiges Merkmal sind die steifen hakenbesetzen Borsten auf dem Außenskelett, die zur Anheftung von Material aus der Umgebung wie Algen, Schwämme, Hydrozoen, Moostierchen u. v. m. dienen, was zur Tarnung der Tiere dient. Das Material wird mit den Scheren selektiert und am Panzer angebracht. Bei einigen Tiefseevertretern ist dieses Verhalten verloren gegangen.

## Verbreitung
Majoidea sind vor allem im Indopazifik zahlreich, hier kommen mehr als 930 Arten vor. Darüber hinaus besiedeln sie die atlantischen Küsten einschließlich der Nordsee und des Mittelmeers. Die meisten Arten bewohnen tiefe Schelf-Bereiche und Korallenriffe, einige Vertreter die Gezeitenzone.

## Systematik
Systematik der Majoidea ist derzeit im Fluss, bislang wurden mehr als 60 Familien, Unterfamilien und Triben benannt. Poore und Ahyong (2023) beschreiben sechs Familien und keine Unterfamilien. Die Erhebung der Unterfamilien zu Familien wird von vielen Autoren anerkannt. Neuere Arbeiten zweifeln aber die Monophylie einiger Familien an. Die sechs Familien sind:
- Epialtidae
- Inachidae
- Inachoididae
- Majidae (Dreieckskrabben)
- Mithracidae
- Oregoniidae

## Nachweise
1. 1 2 3 4  Gary C. B. Poore, Shane T. Ahyong: Marine Decapod Crustacea: A Guide to Families and Genera of the World. Csiro Publishing, 2023, ISBN 978-1-4863-1180-4, S. 577–579.